# Jazdrowo
Jazdrowo – wieś krajeńska w Polsce położona w województwie kujawsko-pomorskim, w powiecie sępoleńskim, w gminie Sępólno Krajeńskie.
W latach 1975–1998 miejscowość administracyjnie należała do województwa bydgoskiego. Według Narodowego Spisu Powszechnego (III 2011 r.) liczyła 52 mieszkańców. Jest najmniejszą miejscowością gminy Sępólno Krajeńskie.
Pierwsza wzmianka pochodzi z 1653 r. W okresie staropolskim była własnością szlachecką, należącą do majątku Sypniewo. W latach 1945–1972 należała do gromady Sypniewo, od roku 1973 – w granicach gminy Sępólno. Z dawnych czasów zachowały się budynki mieszkalne i gospodarcze z 2. połowy XIX w. oraz budynek po dawnej szkole z początku XX w.